# André Horta
André Filipe Luz Horta (Almada, 7 november 1996) is een Portugees voetballer die bij voorkeur als offensieve middenvelder speelt. Hij tekende in juni 2019 bij SC Braga, dat hem overnam van Los Angeles FC. Zijn twee jaar oudere broer Ricardo Horta speelt eveneens bij SC Braga.

## Carrière

### Clubvoetbal
Horta speelde acht seizoenen in de jeugd bij SL Benfica. In 2012 trok hij als 15-jarige naar de jeugd van Vitória Setúbal. Eind 2014 maakte hij zijn opwachting in het eerste elftal van deze club. Op 12 december 2014 mocht hij van trainer Domingos Paciência zijn debuut maken in de Primeira Liga. In de met 0-1 verloren wedstrijd tegen Boavista viel hij in de tweede helft in voor Junior Ponce. In het daaropvolgende seizoen werd André Horta steeds meer een vaste waarde in de selectie. Zijn eerste officiële doelpunt vierde hij op vijf december 2015 tegen Belenenses. Vitória FC won deze wedstrijd uiteindelijk met 0-3.  In de zomer van 2016 verliet hij Vitória FC. Hij werd getransfereerd naar de Portugese titelhouder, tevens zijn eerste jeugdclub: SL Benfica. Bij Vitória speelde hij in twee jaar in totaal 42 matchen en maakte twee doelpunten, alle competities samengeteld. 
Bij Benfica debuteerde hij op zeven augustus tijdens de Supertaça Cândido de Oliveira, de Portugese supercup. SC Braga werd hierin met 3-0 opzij gezet. Deze overwinning betekende meteen de eerste trofee in de prijzenkast van André Horta. Zijn eerste en enige doelpunt dat hij scoorde in het shirt van Benfica volgde zes dagen later in de competitie opener tegen CD Tondela. Horta speelde de volledige wedstrijd en legde in de blessuretijd de 0-2 eindstand vast. Mede door blessures kon hij geen vaste basisstek veroveren bij Benfica. Op zoek naar meer speelminuten werd de nog steeds maar 20-jaar oude Horta voor het seizoen 2017-2018 verhuurd aan SC Braga. Bij deze ploeg speelde hij voor het eerst in het profvoetbal samen met zijn broer Ricardo, hij kwam er ook vaker aan spelen toe. Hij betwiste 29 matchen voor de club uit het Noorden van Portugal. Na dit seizoen vertrok hij naar de Verenigde Staten om te gaan spelen bij Los Angeles FC. Deze ploeg maakte dat jaar haar debuut in de Major League Soccer.  
Zijn periode in de States duurde niet lang. Hij speelde er maar 16 wedstrijden en keerde op 10 juni 2019 keerde hij terug naar Portugal. André Horta tekende een vijfjarig contract bij SC Braga, de ploeg die hem twee jaar eerder al eens op huurbasis had. Bij Braga werd de offensieve middenvelder vrijwel onmiddellijk basisspeler. Dat eerste jaar won hij met de club de Taça da Liga, een seizoen later wonnen ze de Taça de Portugal.

### Nationale ploeg
Horta kwam tot op heden nog niet uit voor het Portugees voetbalelftal bij de profs. Wel verzamelde hij in totaal 28 cap's en vijf doelpunten voor verschillende Portugese nationale jeugdelftallen. Op 25 maart 2014 speelde hij voor het eerst in het shirt van de Seleção das Quinas, voor Portugal –18. Later volgde nog selecties voor Portugal –19, Portugal –20 en Portugal –21.

## Statistieken
| Seizoen     | Club                 | Land                      | Competitie          | Competitie | Competitie | Beker | Beker | Ligabeker | Ligabeker | Supercup | Supercup | Internationaal | Internationaal | Totaal | Totaal |
| Seizoen     | Club                 | Land                      | Competitie          | Wed.       | Dlp.       | Wed.  | Dlp.  | Wed.      | Dlp.      | Wed.     | Dlp.     | Wed.           | Dlp.           | Wed.   | Dlp.   |
| ----------- | -------------------- | ------------------------- | ------------------- | ---------- | ---------- | ----- | ----- | --------- | --------- | -------- | -------- | -------------- | -------------- | ------ | ------ |
| 2014/15     | Vitória FC           | Vlag van Portugal         | Primeira Liga       | 6          | 0          | —     | —     | 2         | 0         | —        | —        | —              | —              | 8      | 0      |
| 2015/16     | Vitória FC           | Vlag van Portugal         | Primeira Liga       | 30         | 2          | 3     | 0     | 1         | 0         | —        | —        | —              | —              | 34     | 2      |
| Club totaal | Club totaal          | Club totaal               | Club totaal         | 36         | 2          | 3     | 0     | 3         | 0         | -        | -        | -              | -              | 42     | 2      |
| 2016/17     | SL Benfica           | Vlag van Portugal         | Primeira Liga       | 10         | 1          | 1     | 0     | 2         | 0         | 1        | 0        | 1              | 0              | 15     | 1      |
| 2017/18     | → SC Braga           | Vlag van Portugal         | Primeira Liga       | 22         | 1          | 1     | 0     | 2         | 0         | —        | —        | 4              | 0              | 29     | 1      |
| Club totaal | Club totaal          | Club totaal               | Club totaal         | 10         | 1          | 1     | 0     | 2         | 0         | 1        | 0        | 1              | 0              | 15     | 1      |
| 2018        | Los Angeles FC       | Vlag van Verenigde Staten | Major League Soccer | 11         | 0          | 1     | 0     | —         | —         | —        | —        | —              | —              | 12     | 0      |
| 2019        | Los Angeles FC       | Vlag van Verenigde Staten | Major League Soccer | 4          | 0          | —     | —     | —         | —         | —        | —        | —              | —              | 4      | 0      |
| Club totaal | Club totaal          | Club totaal               | Club totaal         | 15         | 0          | 1     | 0     | -         | -         | -        | -        | -              | -              | 16     | 0      |
| 2019/20     | SC Braga             | Vlag van Portugal         | Primeira Liga       | 25         | 0          | 2     | 0     | 2         | 1         | —        | —        | 9              | 3              | 38     | 4      |
| 2020/21     | SC Braga             | Vlag van Portugal         | Primeira Liga       | 21         | 1          | 7     | 0     | —         | —         | —        | —        | 8              | 0              | 36     | 1      |
| 2021/22     | SC Braga             | Vlag van Portugal         | Primeira Liga       | 28         | 1          | 3     | 0     | 1         | 0         | 1        | 0        | 10             | 0              | 43     | 1      |
| 2022/23     | SC Braga             | Vlag van Portugal         | Primeira Liga       | 32         | 1          | 7     | 0     | 4         | 0         | —        | —        | 7              | 0              | 50     | 1      |
| 2023/24     | SC Braga             | Vlag van Portugal         | Primeira Liga       | 14         | 2          | 3     | 0     | 2         | 0         | —        | —        | 6              | 0              | 25     | 2      |
| Club totaal | Club totaal          | Club totaal               | Club totaal         | 142        | 6          | 23    | 0     | 11        | 1         | 1        | 0        | 44             | 3              | 121    | 10     |
| 2023/24     | → Olympiakos Piraeus | Vlag van Griekenland      | Super League        | 12         | 2          | —     | —     | —         | —         | —        | —        | 9              | 0              | 21     | 2      |
| Club totaal | Club totaal          | Club totaal               | Club totaal         | 12         | 2          | -     | -     | -         | -         | -        | -        | 9              | 0              | 21     | 2      |
| TOTAAL      | TOTAAL               | TOTAAL                    | TOTAAL              | 182        | 10         | 21    | 0     | 12        | 1         | 2        | 0        | 47             | 3              | 264    | 14     |

## Erelijst
| Competitie                    |            |                  |            |            |
| Competitie                    | Aantal     | Jaren            |            |            |
| SL Benfica                    | SL Benfica | SL Benfica       | SL Benfica | SL Benfica |
| ----------------------------- | ---------- | ---------------- | ---------- | ---------- |
| Primeira Liga                 | 1x         | 2016/17          |            |            |
| Taça de Portugal              | 1x         | 2016/17          |            |            |
| Supertaça Cândido de Oliveira | 1x         | 2017             |            |            |
| Los Angeles FC                |            |                  |            |            |
| MLS Supporters' Shield        | 1x         | 2019             |            |            |
| SC Braga                      |            |                  |            |            |
| Taça de Portugal              | 1x         | 2020/21          |            |            |
| Taça da Liga                  | 2x         | 2019/20, 2023/24 |            |            |
| Olympiakos Piraeus            |            |                  |            |            |
| UEFA Conference League        | 1x         | 2023/24          |            |            |